# Pomnik Małego Powstańca w Warszawie

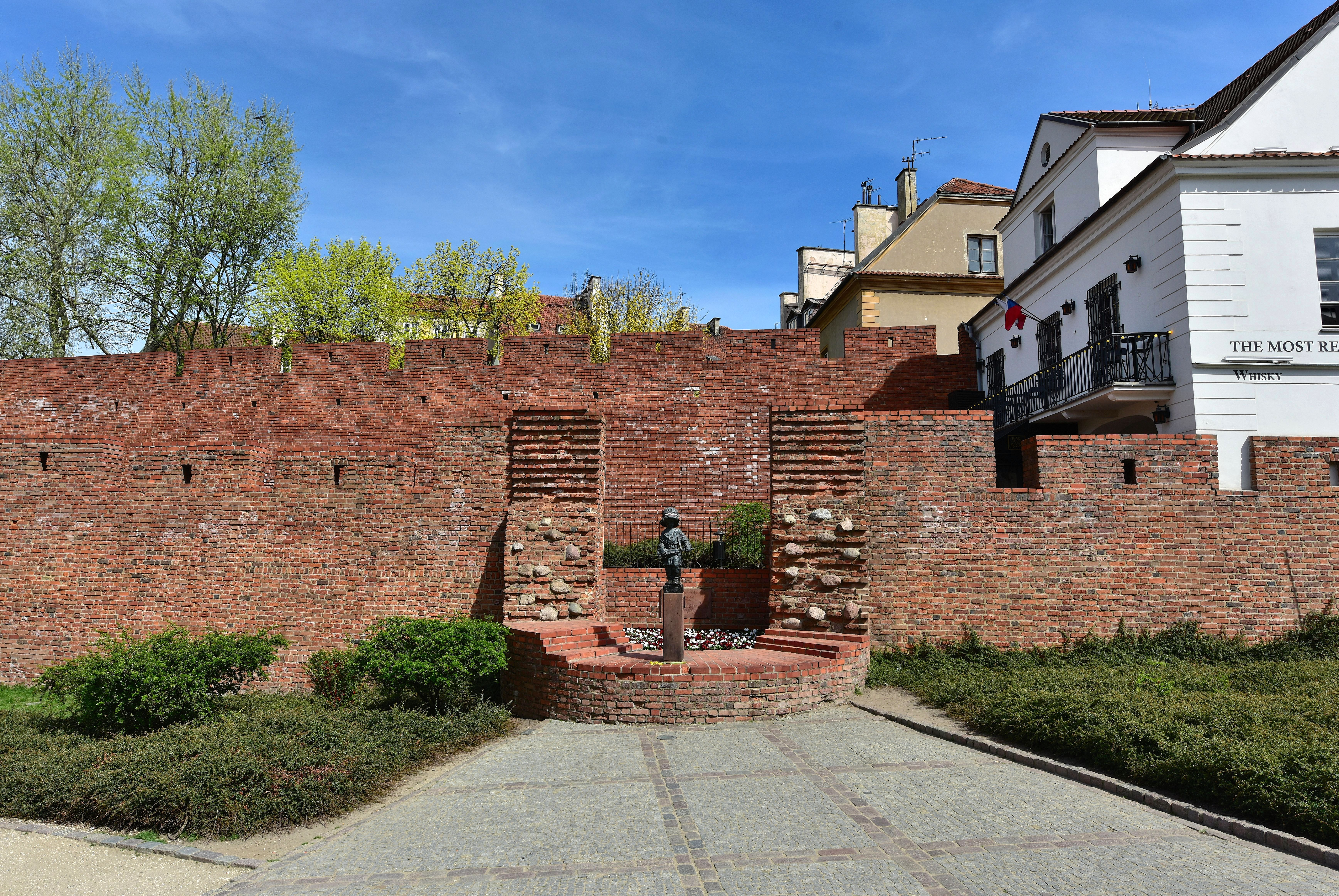
Widok ogólny upamiętnienia

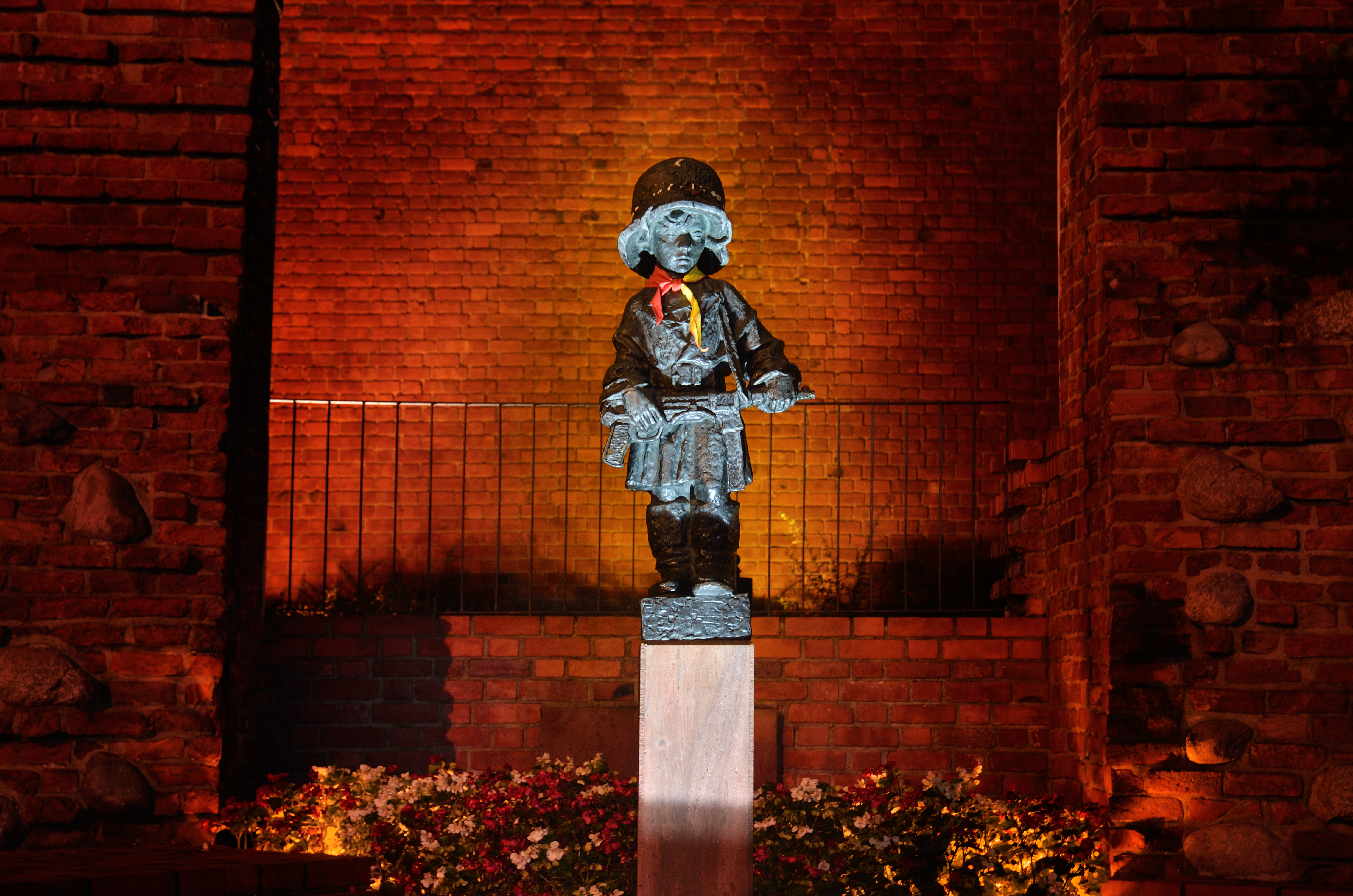
Monument nocą

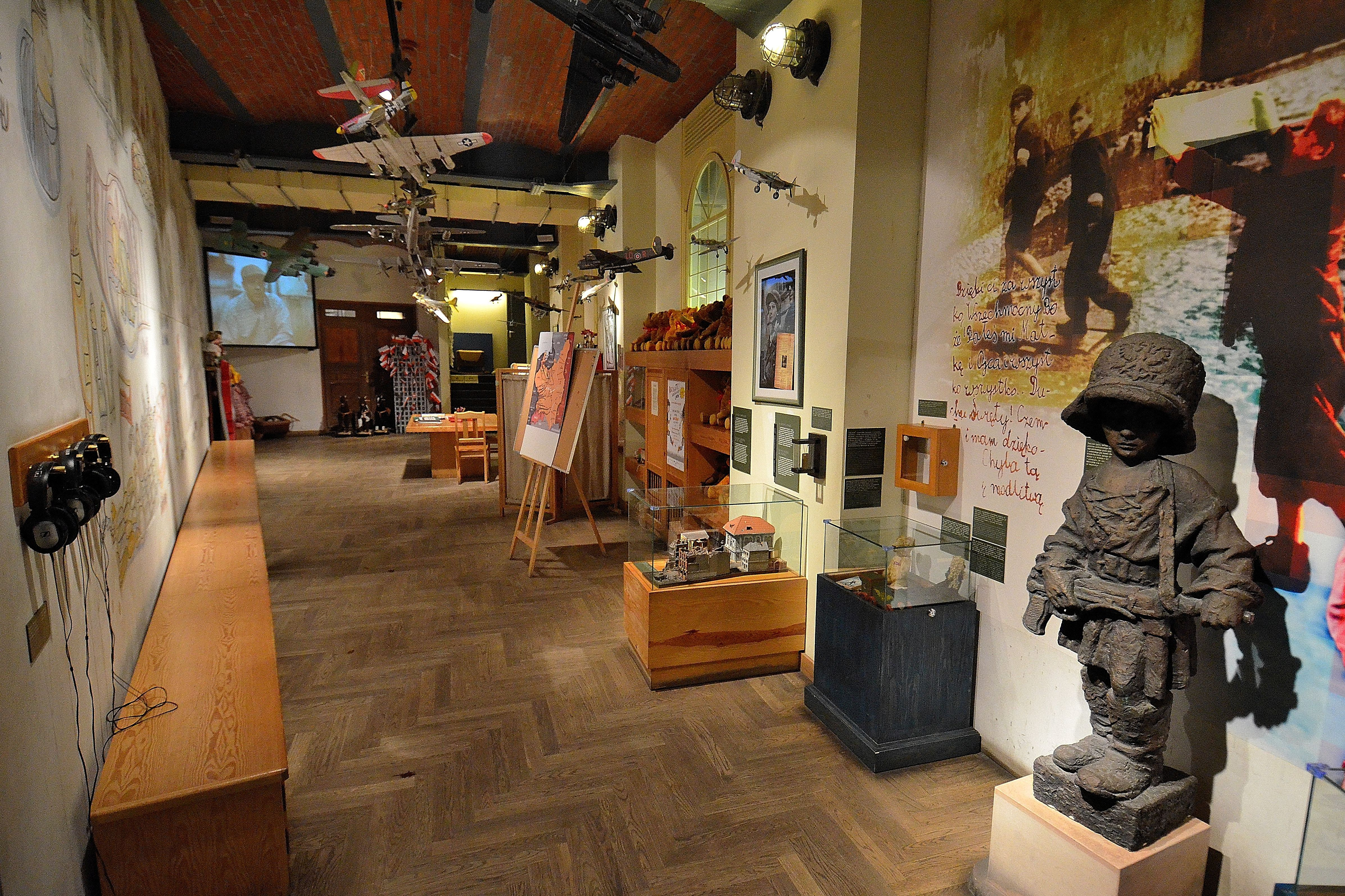
Kopia pomnika w Muzeum Powstania Warszawskiego

Pomnik Małego Powstańca – pomnik znajdujący się przy ulicy Podwale u zbiegu z ulicą Wąski Dunaj, przy zewnętrznym murze obronnym Starego Miasta w Warszawie. Upamiętnia najmłodszych uczestników powstania warszawskiego.

## Historia
Monument został zaprojektowany przez Jerzego Jarnuszkiewicza w 1946 roku, gdy studiował rzeźbiarstwo na warszawskiej Akademii Sztuk Pięknych, pracując równocześnie jako wolontariusz przy odgruzowywaniu miasta. Sama rzeźba powstała w pracowni Biura Odbudowy Stolicy. Jarnuszkiewicz otrzymał za swoje dzieło, noszące wówczas tytuł Dziecko-bohater, wyróżnienie w organizowanym przez Związek Polskich Artystów Plastyków konkursie na rzeźbę upamiętniającą powstanie.
Przez wiele lat Mały Powstaniec był znany głównie z licznych miniaturowych kopii, przypominających w wielu rodzinach o dniach powstańczej walki. Rozprowadzane były przez pracownię Władysława Miecznika jako dzieło Jana Małety. W 1979 roku warszawski sąd rozstrzygnął spór dotyczący autorstwa rzeźby, nazywanej niekiedy Antkiem Rozpylaczem, na korzyść Jerzego Jarnuszkiewicza.
Z inicjatywą wzniesienia pomnika najmłodszych uczestników powstania warszawskiego wystąpili harcerze z Chorągwi Stołecznej ZHP im. Bohaterów Warszawy w ramach obchodów 15. rocznicy nadania chorągwi imienia. Jerzy Jarnuszkiewicz ofiarował harcerzom swój projekt oraz przygotował nieodpłatnie dokumentację potrzebną do wykonania odlewu w Zakładach Mechanicznych im. Marcelego Nowotki w Warszawie. Pieniądze na pokrycie kosztów prac związanych z odlaniem i ustawieniem monumentu (około 1 milion złotych) zostały zebrane przez harcerzy.
Odsłonięcie pomnika 1 października 1983 roku przybrało formę uroczystej zbiórki harcerskiej. Odsłonięcia dokonał harcerz-powstaniec warszawski Jerzy Świderski w obecności setek harcerzy z Warszawy i innych miast Polski, a także przedstawicieli władz oraz mieszkańców stolicy. Wartę honorową przed pomnikiem zaciągnęli rówieśnicy najmłodszych żołnierzy powstania warszawskiego.

### Opis pomnika
Rzeźba z brązu przedstawia kilkuletniego chłopca w opadającym na czoło niemieckim stahlhelmie (powstańcy nosili hełmy zdobyte na Niemcach) z orzełkiem i namalowaną biało-czerwoną opaską, w za dużych butach i płaszczu (czy też bluzie-panterce) oraz pistoletem maszynowym przewieszonym przez ramię.
Pomnik został ustawiony na pozostałościach ósmej baszty półokrągłej zewnętrznego obwodu murów obronnych Starego Miasta.
Na murze przy pomniku dokładnie rok po jego odsłonięciu umieszczono tablicę pamiątkową z czerwonego piaskowca z krzyżem harcerskim i fragmentem popularnej powstańczej piosenki Warszawskie dzieci:

Warszawskie dzieci pójdziemy w bój

za każdy kamień twój

stolico damy krew

St. R. Dobrowolski

W hołdzie bohaterskim

rówieśnikom harcerze

Chorągwi Stołecznej ZHP

im. Bohaterów Warszawy

1.X.1984

### Inne informacje
- W powstaniu brały udział dzieci i nastolatkowie, między innymi Witold Modelski, Jerzy Bartnik, Różyczka Goździewska (sanitariuszka, 8 lat)[6], Jerzy Romuald Grzelak, ps. „Pilot” (najmłodszy walczący uczestnik powstania, 9 lat)[7], Wojciech Zalewski ps. „Orzeł Biały” (11 lat), Ryszard Chęciński ps. „Myszka“ (strzelec w Zgrupowaniu „Chrobry II”, 12 lat)[8], Bogdan Bartnikowski (12 lat)[9], Bohdan Hryniewicz (łącznik w batalionie „Nałęcz”, autor książki Chłopięca wojna, 13 lat)[10]. Grupa powstańców w wieku 12–15 lat, którzy po kapitulacji powstania trafili do Stalagu IV B Mühlberg, liczyła 49 osób[11].
- Na pomniku wzorowana jest rzeźba Dzieci Czerwca 1956, zlokalizowana w Poznaniu przy ulicy Młyńskiej.
- Kopia monumentu znajduje się między innymi w Sali Małego Powstańca w Muzeum Powstania Warszawskiego.
- Sam autor nie krył po latach swoich ambiwalentnych uczuć wobec swojego dzieła[2]:

Prowadzę z samym sobą spór o tę rzeźbę. Zaraz po wojnie uległem sentymentalnej potrzebie spłacenia długu walczącym dzieciom, potem jednak zacząłem się wstydzić tej rzeczy. Wyrzucałem sobie, że – choć nieświadomie – dokonałem manipulacji na najbardziej intymnych uczuciach, zaniedbałem formę na rzecz treści, zrobiłem knota.